# Rue de la Scorre
La rue de la Scorre est une rue liégeoise du quartier du Laveu qui va de la rue de Joie à la Rue des Wallons. La partie supérieure de la voirie est constituée d'un escalier.

## Situation et description
Longue d'environ 165 m, cette rue pavée en cul-de-sac pour les automobilistes se termine pour sa partie haute par un escalier de 44 marches . La rue en côte est jalonnée d'une vingtaine d'immeubles.

## Odonymie
Les schorres (mot wallon) sont des canaux de démergement des mines. Auparavant, la rue s'appelait la rue de la Raine, la raine étant une grenouille. Cependant, il faut noter que la rue se situe sur d’anciens puits de mines. Il est donc vraisemblable que l’orthographe de la rue de La Raine aurait dû s’écrire L’Arraine. En wallon, le terme "arraine" fait référence à une ornière ou à une trace laissée par le passage répété de véhicules ou de personnes. Cela peut être une dépression dans le sol causée par le passage fréquent de chariots. Une "arraine" peut également se former dans des chemins boueux ou des sentiers où le passage répété a creusé des rainures ou des fosses.
Dans le domaine minier, le terme "schorre" est utilisé pour désigner des terrains stériles ou des déchets résultant de l'extraction minière. Ces déchets peuvent inclure des roches, des résidus de minerai ou d'autres matériaux indésirables qui sont séparés du minerai utile lors du processus d'extraction. Les schorres peuvent s'accumuler près des mines ou être déposés dans des zones spécifiques appelées terrils.

## Voies adjacentes
- Rue du Terris
- Rue de Joie
- Rue des Wallons